# Alex M.O.R.P.H
Alexander Mieling (нім. вимова: [ʔalɛkˈsandɐ ˈmiːlɪŋ]; народився 24 грудня 1975 року), більш відомий під своїм сценічним псевдонімом Alex M.O.R.P.H. [ˈʔalɛks ˈmɔʁf] , німецький діджей і транс- продюсер.

## Музична кар'єра
Мілінг випустив свій перший сингл у 1996 році під назвою «Paysages» на лейблі Seelenlandschaften.  Одна з перших його спільних робіт була з Ральфом Мерлем, з яким він створив проєкт Badlands.  Після 2000 року деякі з його творів були випущені на лейблі під назвою Clubbgroove Records до 2003 року.   Починаючи з 2007 року, він співпрацював із Полом Ван Дайком, щоб випустити трек з альбому Пола, що змусило його підписати контракт із його лейблом Vandit і випустити свій перший альбом Purple Audio .   Він випустив більшість своїх робіт без реміксів на лейблі Vandit, включаючи реміксовану версію Purple Audio, і станом на 2020 рік випустив принаймні 34 сингли, причому близько половини з них на лейблі Vandit.   За свою кар'єру він записав понад 500 реміксів.  Вперше в 2009 році він увійшов до 100 кращих ді-джеїв DJ Mag, де зайняв 99 позицію.  У 2011 році він випустив свій перший музичний кліп під назвою «An Angel's Love» на лейблі Armada Music, який переглянули 5,5 мільйона разів на YouTube і відтворили 4,3 мільйона разів на Spotify, що зробило його найпопулярнішим треком автора на 2024 рік  Після випуску кліпу «Angel's Love» він випустив свій другий альбом у 2012 році під назвою « Prime Mover» на лейблі Armada Music. 
Разом з Вуді ван Ейденом Мілінг заснував радіошоу у стилі транс та хаус під назвою HeavensGate. Воно виходить щотижня, транслюється на понад 200 радіостанціях у понад 50 країнах і охоплює понад 10 мільйонів слухачів. 

## Дискографія

### Студійні альбоми та сингли
| Назва                             | Мітка          | рік      |
| --------------------------------- | -------------- | -------- |
| Purple Audio                      | Vandit Records | 2009 рік |
| Sunset Boulevard feat. Ana Criado | Vandit Records | 2010 рік |
| Prime Mover                       | Armada Music   | 2012 рік |
| Not All Superheroes Wear Capes    | Vandit Records | 2016 рік |

### Збірні альбоми
| Назва                 | Мітка          | рік      |
| --------------------- | -------------- | -------- |
| Purple Audio Reloaded | Vandit Records | 2010 рік |
| HeavensGate Volume 1  | More Music     | 2010 рік |

### DJ Мікси
| Назва                         | Мітка            | рік      |
| ----------------------------- | ---------------- | -------- |
| Russian Sessions > Volume One | World Club Music | 2006 рік |
| Christmas CD                  | M8 Magazine      | 2006 рік |
| Technoclub Vol. 23            | Klubbstyle Media | 2007 рік |
| Waiting for Stadium of Sound  | Universal Music  | 2008 рік |

### Ремікси
| Name                                                    | Title (Remix)                                                 | Label                   | Year |
| ------------------------------------------------------- | ------------------------------------------------------------- | ----------------------- | ---- |
| Ayumi Hamasaki                                          | M (van Eyden and Morph Remix)                                 | Drizzly                 | 2003 |
| Mat Silver and Tony Burt                                | Waimea (Alex M.O.R.P.H. Remix)                                | Above the Sky           | 2004 |
| Talla 2XLC featuring Ely                                | The Air That I Breathe (Alex M.O.R.P.H. Remix)                | Technoclub              | 2004 |
| ATB featuring Tiff Lacey                                | Marrakech (Alex M.O.R.P.H. Remix)                             | Kontor Records          | 2004 |
| ATB featuring Tiff Lacey                                | Humanity (Alex M.O.R.P.H. Remix)                              | Kontor Records          | 2005 |
| Mindcrusher                                             | Vision 05 (Alex M.O.R.P.H. Remix)                             | Fenology Records        | 2005 |
| Armin van Buuren                                        | Shivers (Alex M.O.R.P.H. Remix)                               | Armada Music            | 2005 |
| Jochen Miller                                           | Chromatic (Alex M.O.R.P.H. Remix)                             | Be Yourself Music       | 2006 |
| Super8 &amp; Tab                                        | Helsinki Scorchin' (Alex M.O.R.P.H. Remix)                    | Anjunabeats             | 2006 |
| Fred Baker                                              | Forever Friends (Alex M.O.R.P.H Remix)                        | Baker Street Records    | 2006 |
| Paul van Dyk featuring Rea Garvey                       | Let Go (Alex M.O.R.P.H. Remix)                                | Vandit Records          | 2007 |
| Markus Schulz and Departures with Gabriel &amp; Dresden | Without You Near (Alex M.O.R.P.H. Remix)                      | Armada Music            | 2007 |
| Armin van Buuren and DJ Shah                            | Going Wrong (Alex M.O.R.P.H. B2B Woody van Eyden Remix)       | Armada Music            | 2008 |
| Will Holland featuring Yana Kay                         | Tears in the Rain (Alex M.O.R.P.H. B2B Woody van Eyden Remix) | Enhanced Recordings     | 2008 |
| Josh Gabriel presents Winter Kills                      | Deep Down (Alex M.O.R.P.H. Remix)                             | Armada Music            | 2009 |
| Filo &amp; Peri featuring Aruna                         | Ashley (Alex M.O.R.P.H. Remix)                                | Vandit Records          | 2009 |
| Faithless                                               | Sun to Me (Alex M.O.R.P.H. Remix)                             | PIAS Recordings         | 2009 |
| Filo & Peri featuring Audrey Gallagher                  | This Night (Alex M.O.R.P.H. Remix)                            | Vandit Records          | 2010 |
| Armin van Buuren featuring VanVelzen                    | Broken Tonight (Alex M.O.R.P.H. Remix)                        | Armada Music            | 2010 |
| Sylvia Tosun and Bellatrax                              | Above All (Alex M.O.R.P.H. Remix)                             | Sea to Sun              | 2010 |
| The Thrillseekers                                       | Synaesthesia (Alex M.O.R.P.H. Remix)                          | Soundpiercing           | 2010 |
| Ridgewalkers featuring El                               | Find (Alex M.O.R.P.H. Remix)                                  | Armada Music            | 2011 |
| Veracocha                                               | Carte Blanche (Alex M.O.R.P.H. Remix)                         | Armada Music            | 2011 |
| Glenn Morrison featuring Christian Burns                | Tokyo Cries (Alex M.O.R.P.H. Remix)                           | Magik Muzik             | 2011 |
| Within Temptation                                       | Sinead (Alex M.O.R.P.H. Remix)                                | Armada Music            | 2012 |
| Roma Pafos                                              | One Shot (Alex M.O.R.P.H. Remix)                              | Mediadrive Records      | 2012 |
| Tyler Sheritt                                           | Petrichord (Alex M.O.R.P.H. Remix)                            | Garuda Music            | 2013 |
| Shannon Hurley featuring Shannon Hurley                 | Monday Morning Madness (Alex M.O.R.P.H. Remix)                | Armada Music            | 2013 |
| Ehren Stowers                                           | Observer (Alex M.O.R.P.H. Remix)                              | Serendipity Muzik       | 2018 |
| Kamaya Painters                                         | Wasteland (Alex M.O.R.P.H. Remix)                             | Grotesque Music         | 2018 |
| Gareth Emery featuring Evan Henzi                       | Call to Arms (Alex M.O.R.P.H. Remix)                          | Garuda                  | 2019 |
| Roman Messer and Twin View                              | Dancing in the Dark (Alex M.O.R.P.H. Remix)                   | Suanda Music            | 2020 |
| Art of Trance                                           | Madagascar                                                    | Nocturnal Knights       | 2020 |
| Madis                                                   | Desert of Lost Souls                                          | Madis Music             | 2021 |
| Ram, Susana, and Tales Of Life                          | You Are Enough                                                | Nocturnal Knights Music | 2021 |

## Зовнішні посилання
- Офіційний сайт